# Schorn (Starnberg)
Schorn ist ein Weiler auf dem Gebiet der oberbayerischen Kreisstadt Starnberg, der sich seit den 1970er Jahren zu einem Gewerbegebiet entwickelt. Das Bayerische Landesamt für Statistik führt Schorn als eigenständigen Ortsteil Starnbergs. Gemeindepolitisch ist die Ansiedlung dem Starnberger Ortsteil Wangen zugehörig, zu dessen Verwaltungsbereich sie bis zur Eingemeindung am 1. Mai 1978 gehörte. Die Bebauung des Ortes ist viergeteilt. Das nördliche Viertel nehmen Gewerbeflächen ein, die Mitte bestimmt der Gutshof, der als Reitergestüt geführt wird. Am östlichen Rand befindet sich normale Wohnbebauung, der Süden  und Westen wird von mehreren Villen bestimmt, in einem dieser Grundstücke befindet sich die nur noch mit Erlaubnis erreichbare ehemalige Gutskapelle.

## Lage
Schorn liegt auf einer Höhe von 650 m ü. NHN, etwa sieben Kilometer von der Stadtmitte entfernt am östlichen Rand des Starnberger Stadtgebiets. Die Ansiedlung wird im Norden und Osten von dem gemeindefreien Gebiet des Forstenrieder Parks begrenzt, im Süden von den Fluren der Gemeinde Schäftlarn und im Westen vom Autobahndreieck Starnberg.
Schorn ist über die Ortsverbindungsstraße Wangen–Schorn zu erreichen. Als weitere Verbindung ist ein Autobahn-Halbanschluss genehmigt.
Die zum Weiler gehörigen Fluren sind Teil des Landschaftsschutzgebiets Starnberger See – Ost,

## Geschichte

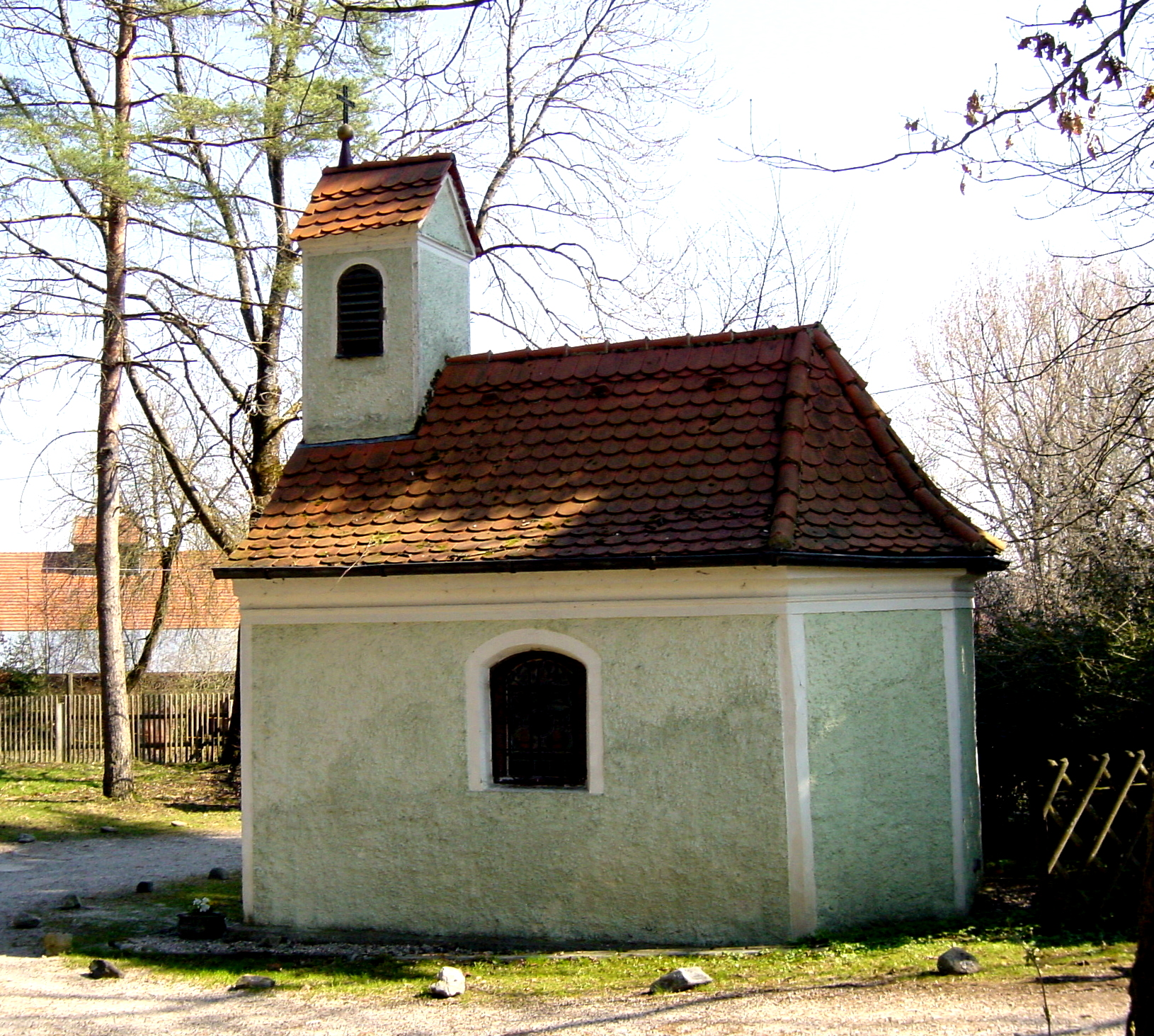
Gutskapelle St. Maria, erbaut 1759

Der Weiler Schorn wird 1140 unter dem Namen „Scorren“ – der auf die mittelhochdeutsche Bezeichnung für Scholle zurückzuführen ist – in den Traditionen des Klosters Schäftlarn erstmals schriftlich erwähnt. Anlass der Nennung war die Stiftung von dortigem Besitz der Edlen Frau Hemma an das Kloster. Weitere Erwähnungen dieses Landstrichs finden sich in den Unterlagen des Klosters erst ab dem 16. Jahrhundert unter dem Hausnamen „Schormayr“. Demnach hatte eine Familie dieses Namens das Gut bereits vor 1579 gepachtet, jeweils an die nächste Generation weitergegeben und bewirtschaftete es noch immer als der alte Klosterbesitz im Zuge der Säkularisation 1803 in den Besitz des Kurfürstentums Bayern überging. Mit einer Ortsflur von 129 Hektar gehörte Schorn neben Buchhof, Selcha und Heimathshausen zu den vier großen östlich von Starnberg gelegenen Gutshöfen des Klosters.
1824 begann mit dem Kauf des Landguts durch den Münchner Oberappellationsgerichtsrath Johann Baptist von Welsch eine fortschrittliche Entwicklung. Bereits drei Jahre später erhielt der neue Besitzer in der Kategorie „Landwirthe, welche im Jahr 1826 das Ausgezeichnetste in der Landwirthschaft geleistet haben“ auf dem Centrallandwirthschaftsfest 1827 den mit einem Brabanter Pflug ausgestatteten ersten Preis. Das Neue Wochenblatt des landwirthschaftlichen Vereins in Bayern berichtet von einer hohen Produktion von Ackerfrüchten durch entsprechende Düngung, von neu angelegten Wegen, die von Walnuss- und Maulbeerbäumen gesäumt waren, von neuen großen Obst- und Gemüsegärten, die auch Spargelbeete enthielten, vom Ausbau der Stallungen für 700 Merinoschafe und neben vielen weiteren Verbesserungen vom Bau einer Weinessigfabrik, die vom Bodensee angelieferten Trester verarbeitete. 1836 erhielt von Welsch in der gleichen Kategorie „Die große goldene Medaille“ für weitere hervorragende Leistungen auf dem Gut, das inzwischen um eine Brunnenanlage, eine Branntwein-Brennerei, eine Mahlmühle und eine Ölmühle angewachsen war. Beste Qualität bei seinen landwirtschaftlichen Produkten erzielte auch der Agrarwissenschaftler Hermann von Liebig, in dessen Besitz sich der Gutshof in den Jahren zwischen 1858 und 1875 befand. Sein Verkauf von Baugrund an fachkundige Mitarbeiter mit Familien, die nicht im Bedienstetenhaus leben wollten, bewirkten den langsamen Wandel vom Gutshof zum Weiler.
Die Umformung dieser landwirtschaftlichen Produktionsstätte in ein Gewerbegebiet begann 1967. Die damaligen Besitzer verkauften das Landgut nicht mehr als eine Einheit, sondern Flurstücke und Betriebsgebäude getrennt. 45.000 Quadratmeter des Gebiets erwarb die Milchverwertungsgesellschaft Bayerischer Landwirte und erbaute Anfang der 1970er Jahre ein Milchwerk mit Käserei, das 300 Personen beschäftigte. Wegen Absatzschwierigkeiten musste der Betrieb 20 Jahre später schließen. Auf diesem Gelände haben sich inzwischen kleinere Gewerbe- und Handwerksbetriebe angesiedelt, auf einem Nachbargrundstück betreibt die Deutsche Post AG ein Briefsortierzentrum. Der südliche Bereich des Weilers mit ehemaligen Gutsgebäuden und Stallungen gehört zu einem Reiterhof.
2010 beschloss der Starnberger Stadtrat die Erweiterung des Gewerbegebiets als städtebauliche Entwicklungsmaßnahme. Das 43 Hektar umfassende Gelände zwischen der Autobahnmeisterei Oberdill im Norden und dem bereits bestehenden Gewerbegebiet soll ein attraktiver Standort für High-Tech Unternehmen werden. Eine beauftragte Investorengruppe hat die dazu notwendigen Grundstücke erworben und wird sich in den kommenden Jahren um die Realisierung des Projekts kümmern.